# True North (Borknagar)
True North è l'undicesimo album in studio del gruppo musicale progressive metal Borknagar, pubblicato nel 2019.

## Tracce
1. Thunderous – 8:34
2. Up North – 6:29
3. The Fire That Burns – 6:38
4. Lights – 5:04
5. Wild Father's Heart – 5:42
6. Mount Rapture – 6:08
7. Into the White – 5:57
8. Tidal – 9:32
9. Voices – 5:07
10. Wild Father's Heart (demo) – 6:25
11. Up North (demo) – 6:38

## Formazione
- ICS Vortex - voce, basso
- Øystein G. Brun - chitarra
- Jostein Thomassen - chitarra
- Lars "Lazare" Nedland - voce, tastiere
- Bjørn Dugstad Rønnow - batteria